# Lliri de neu
El  lliri de neu, allassa, fadrí, flor de neu, viola blanca o viola d'hivern (Galanthus nivalis) és una espècie de planta herbàcia vivaç, amb bulb, del gènere Galanthus dins la família de les amaril·lidàcies.
Addicionalment pot rebre els noms: aiguamoix, aiguamoixos, allassa blanca, fadrins, flor blanca d'hivern, herba del cap blanc i llàgrimes de Sant Josep.

## Etimologia
El nom genèric Galanthus significa "flor de llet", del grec gala, llet, i anthos, flor. L'epítet específic nivalis significa "neu" o "de la neu", referint-se a la flor de neu o la floració primerenca de la planta.
Va ser lliurat al gènere per Carl Linnaeus el 1735. Va descriure Galanthus nivalis en les seves Species Plantarum publicat al 1753.

## Morfologia
És una planta perenne, de 10 a 15 cm d'altura, proveïda d'un bulb globós d'1 a 2,5 cm de diàmetre. Presenta 2 fulles, linears obtuses, de color verd azollat, de 15 a 25 cm de llarg per uns 5 mm d'ample. Les flors són blanques, pèndules, d'1,5 a 2,5 cm de llarg, solitàries en l'extremitat d'un escap àfil i sòlid. Els sèpals externs són lanceolats, els interns són més curts i emarginats cap a la base, proveïts d'una taca verdosa en la seva part apical. El fruit és una càpsula de tres valves.

## Cultiu
Els lliris de neu creixen de manera espontània en boscos humits i frescs. També les nombroses varietats de jardí, resistents i de fàcil cultiu, requereixen un terreny humit però ben drenat i ubicació en semi-ombra.
Els bulbs es planten a la tardor, a 5-10 cm de profunditat i a 10-15 cm de distància entre si. No toleren bé l'emmagatzematge fora de la terra, per la qual cosa cal trasplantar-los immediatament després de comprats. Es multipliquen per separació dels bulbs tot d'una després de la floració, de manera que les arrels no arribin a assecar-se. Es naturalitza fàcilment.

## Hàbitat
El lliri de neu viu en grups a l'estrat herbaci de boscos de ribera (vernedes) de les torrenteres. Present també en boscs caducifolis humits (fagedes), prats, replans de roca, als Pirineus i en altres contrades plujoses.

## Àrea de distribució

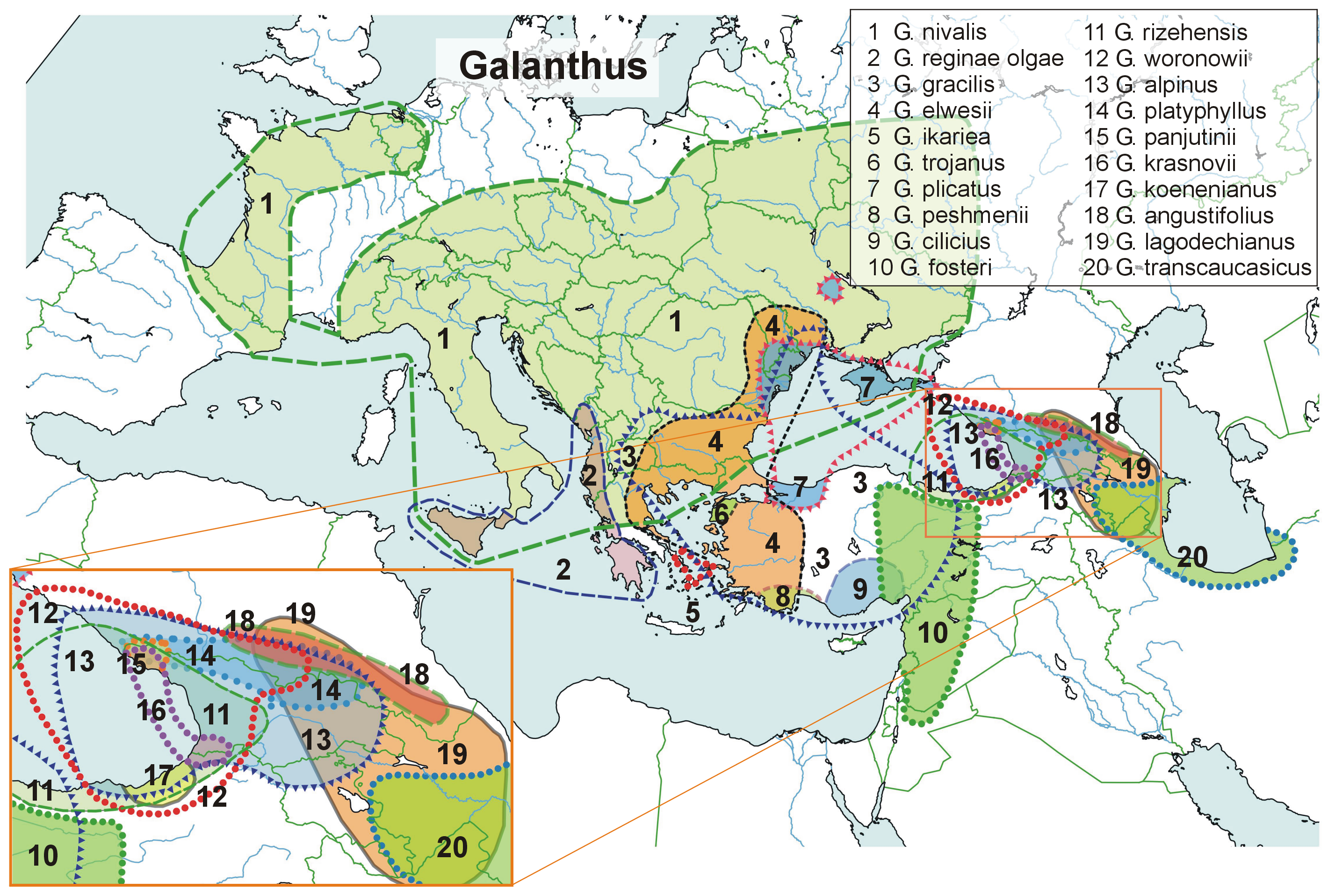
Mapa de distribució de les espècies de Galanthus a Europa i Àsia occidental. (Un intent d'una representació segons la distribució natural indicada a les respectives pàgines de la Viquipèdia (en, de, ru, fr)

Galanthus nivalis es cultiva extensament en jardins, particularment al nord d'Europa, i està àmpliament naturalitzat en els boscos de les regions on es cultiva. En estat silvestre es bastant rar a Catalunya.

### Natural
Eurosiberiana. És l'espècie més coneguda del gènere, i l'única present a l'Europa occidental. Present a Europa central (des del centre de Polònia i sud de Rússia) i meridional (fins als Balcans), des de les ribes occidentals del mar Negre, fins al vessant sud dels Pirineus (península ibèrica).
És natiu d'Àustria, Belarús, Bòsnia i Hercegovina, República Txeca, França, Alemanya, Grècia, Itàlia, Moldàvia, Montenegro, Polònia, Romania, Federació Russa, Sèrbia, Kosovo, Eslovàquia, Eslovènia, Espanya, Suïssa i Ucraïna.

### Introduïda
Naturalitzada a les illes Britàniques i més al nord (per sobre de 50ºN de latitud). Es considera naturalitzada a la Gran Bretanya, Bèlgica, Països Baixos, Noruega, Suècia i parts d'Amèrica del Nord (Terranova, Nova Brunswick, Ontario, Massachusetts, Alabama, Rhode Island, Connecticut, Delaware, Indiana, l'estat de Washington, Estat de Nova York, Michigan, Utah, Nova Jersey, Ohio, Pennsilvània, Maryland, Virgínia i Carolina del Nord).